# متحف غوادالاخارا
متحف غوادالاخارا (بالإسبانية: Museo de Guadalajara)‏ هو متحف مملوك للدولة في غوادالاخارا، إسبانيا. افتُتح في عام 1838، وهو أقدم متحف إقليمي في البلاد. ويضم أقسامًا للفنون الجميلة وعلم الآثار والاثنوغرافيا. يتواجد المُتحف في قصر إنفانتادو مُنذ عام 1973.

## التاريخ
بُنيَ المتحف الإقليمي بموجب أمر ملكي في مايو 1837، وافتتح في 19 نوفمبر 1838. في الأصل كان في دير لابيداد. نُقل إلى أماكن مختلفة بما في ذلك قصر إنفانتادو والعودة إلى لابيداد وقصر النيابة الإقليمية. بعد عقود من إزالته، افتُتح مرة أخرى في قصر إنفانتادو في 11 يوليو 1973.
نقلت إدارته (وليست الملكية، التي احتفظت بها الدولة الإسبانية) إلى الحكومة الإقليمية في كاستيل لا مانشا عن طريق اتفاقية 1984.

## المجموعات
يَعرض المتحف عناصر من مقاطعة غوادالاخارا موزعة في أقسام الفنون الجميلة وعلم الآثار والإثنوغرافيا.

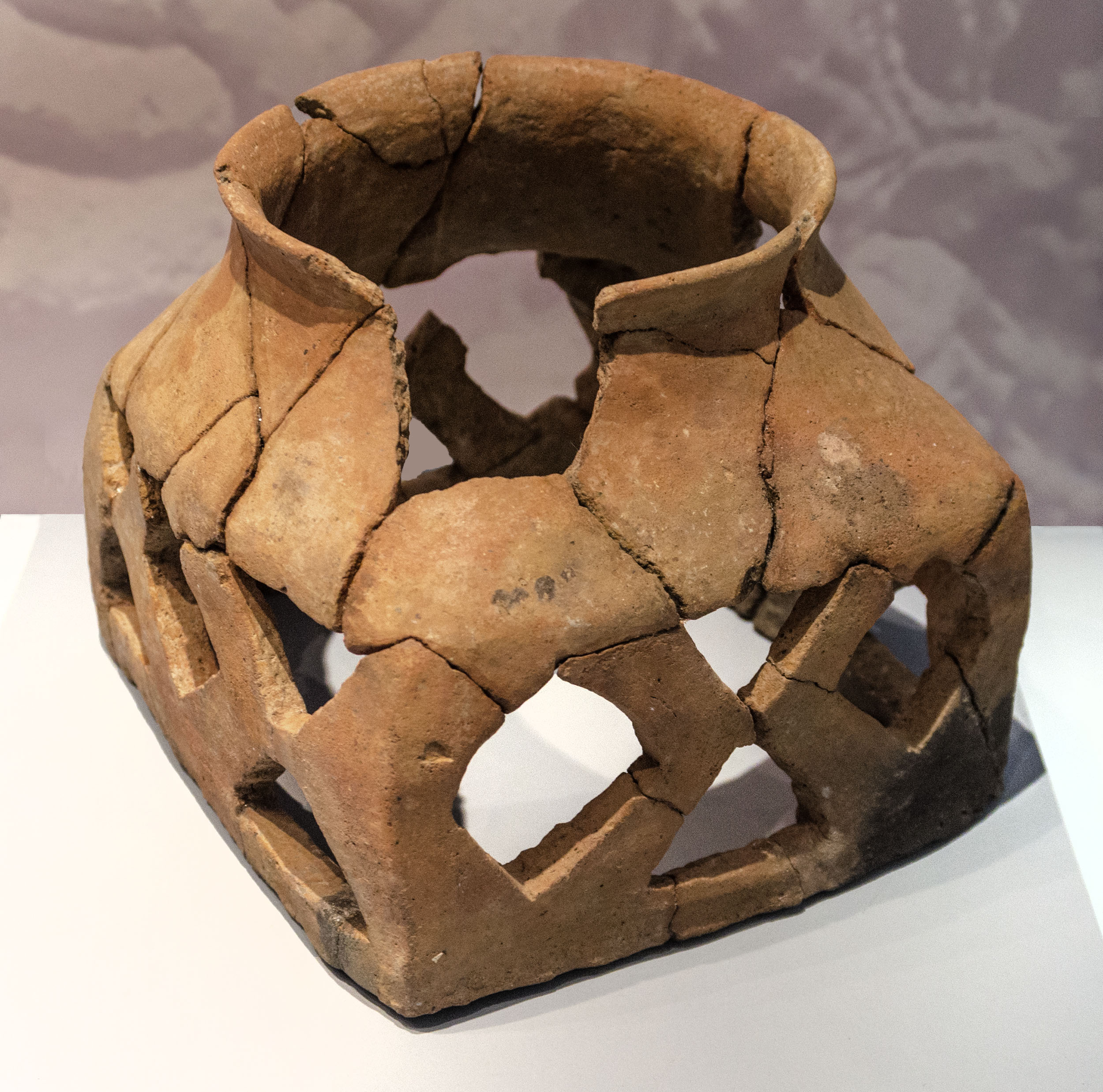
نحاس طيني من هيريريا (القرن السادس قبل الميلاد)
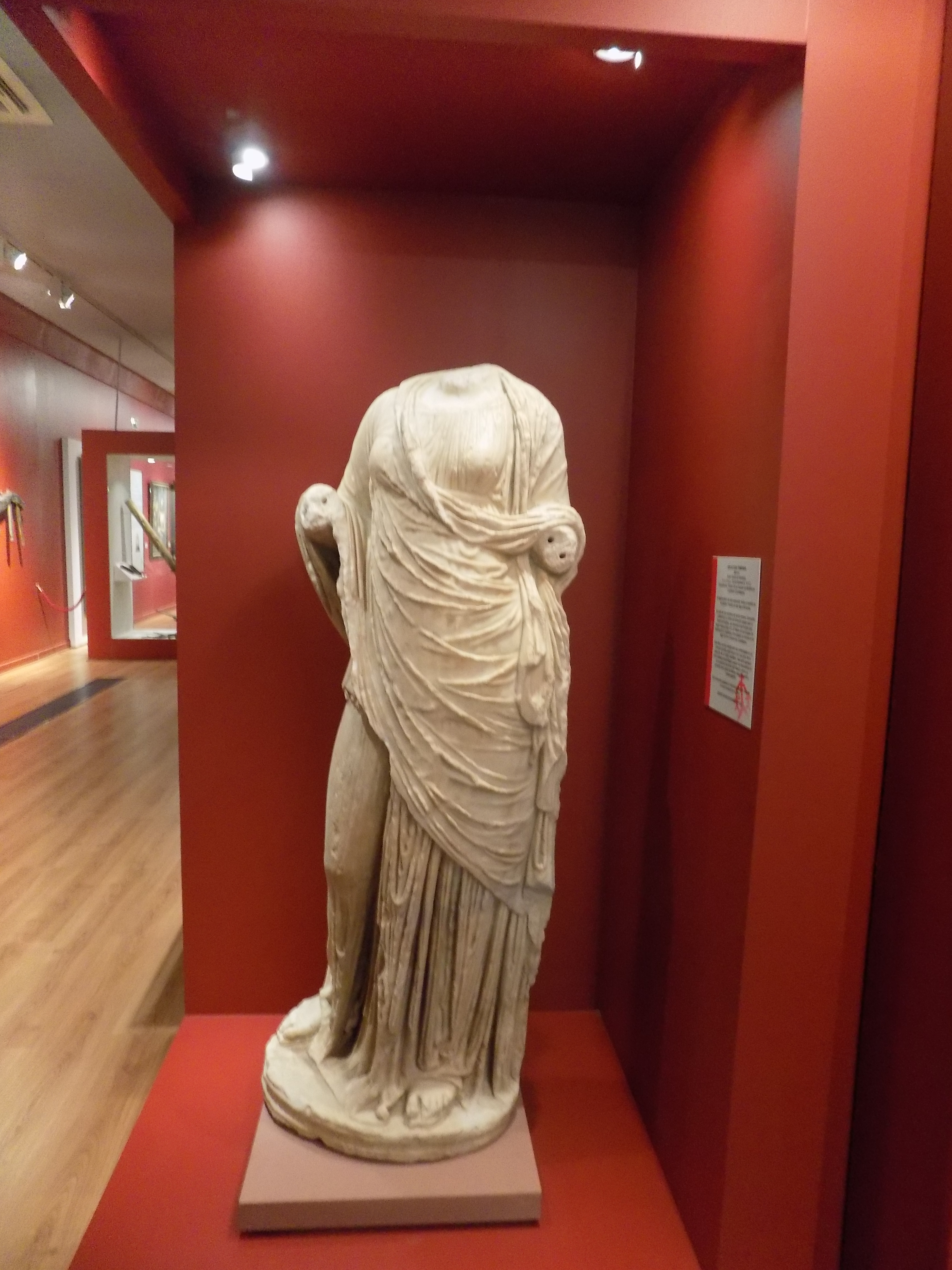
تمثال لأنثى من العصر الروماني من قصر دوقات ميديناسيلي في كوغولودو (القرن الثاني)
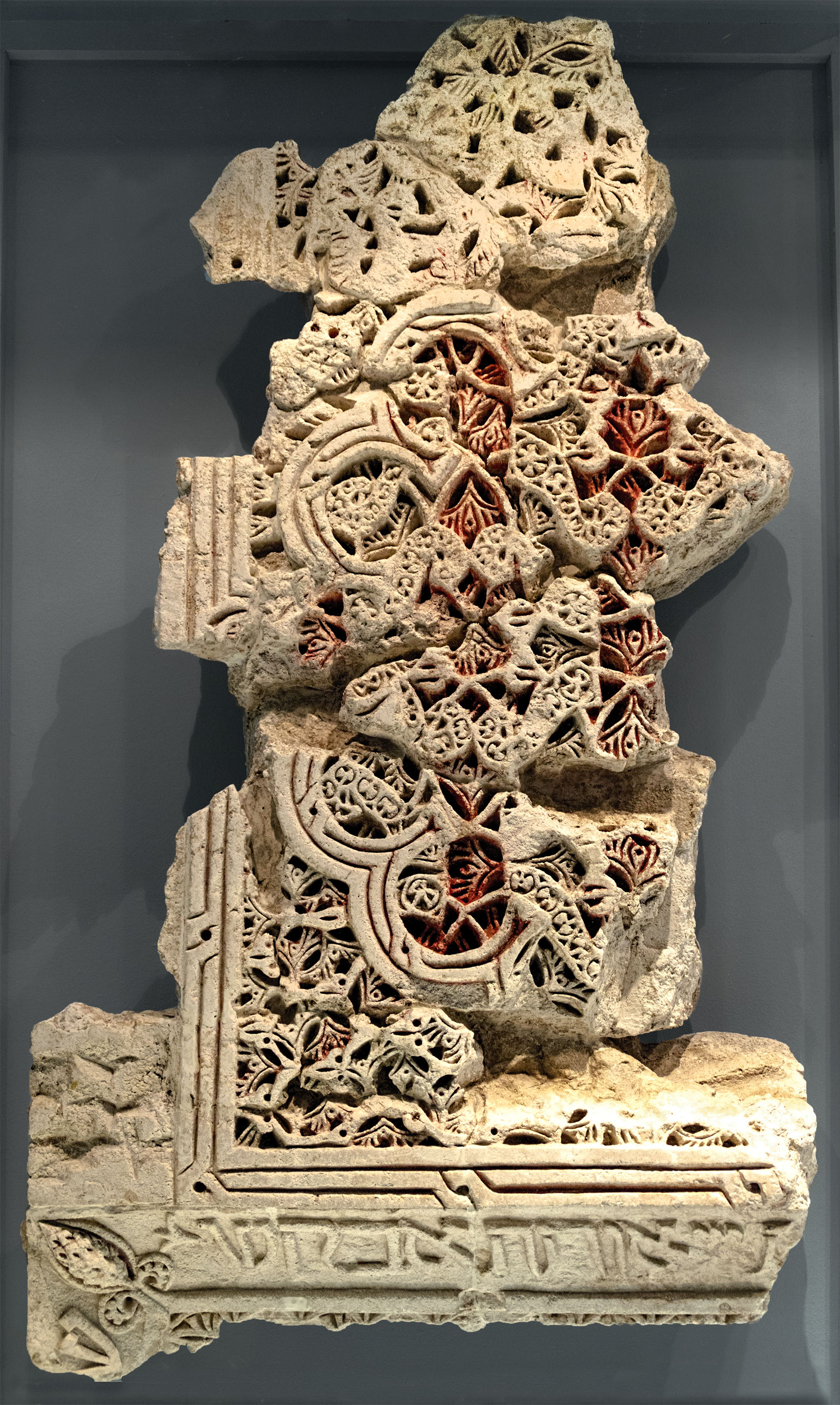
الجبس ذو النقوش العبرية، من مولينا دي أراغون (القرن الرابع عشر)
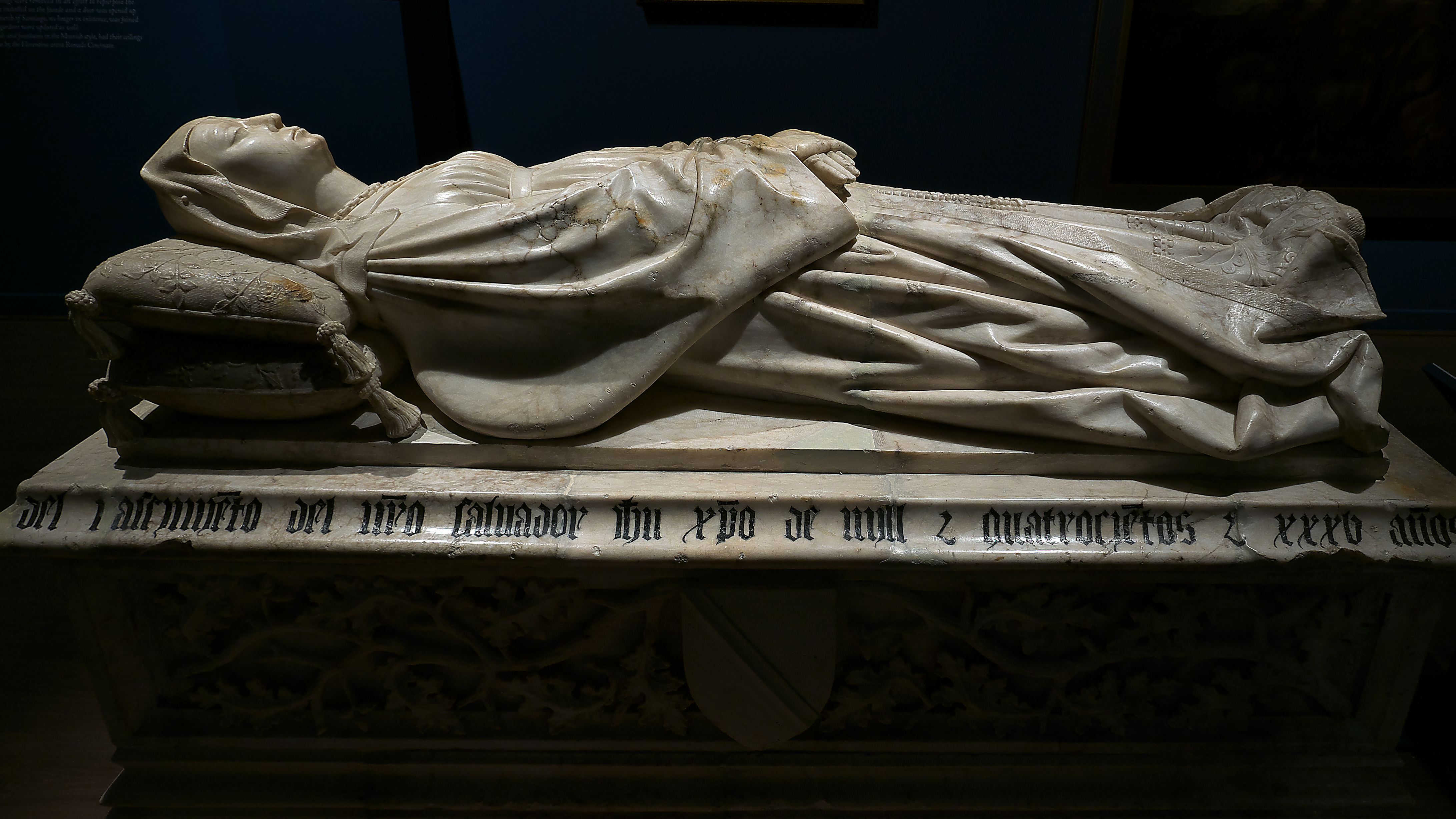
قبر السيدة ألدونزا دي ميندوزا، من دير لوبيانا (القرن الخامس عشر)
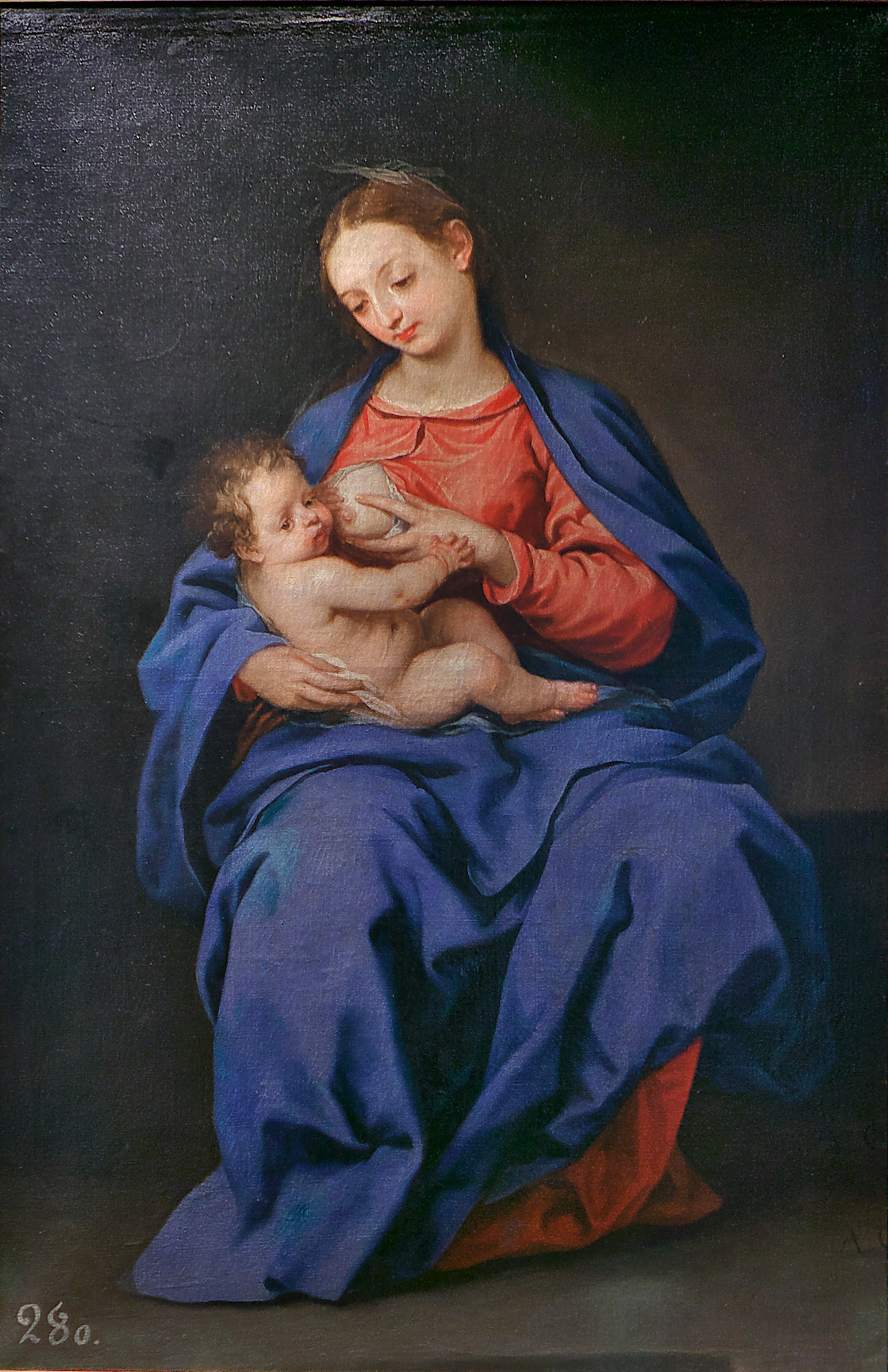
عذراء الحليب بواسطة ألونسو كانو (القرن السابع عشر)
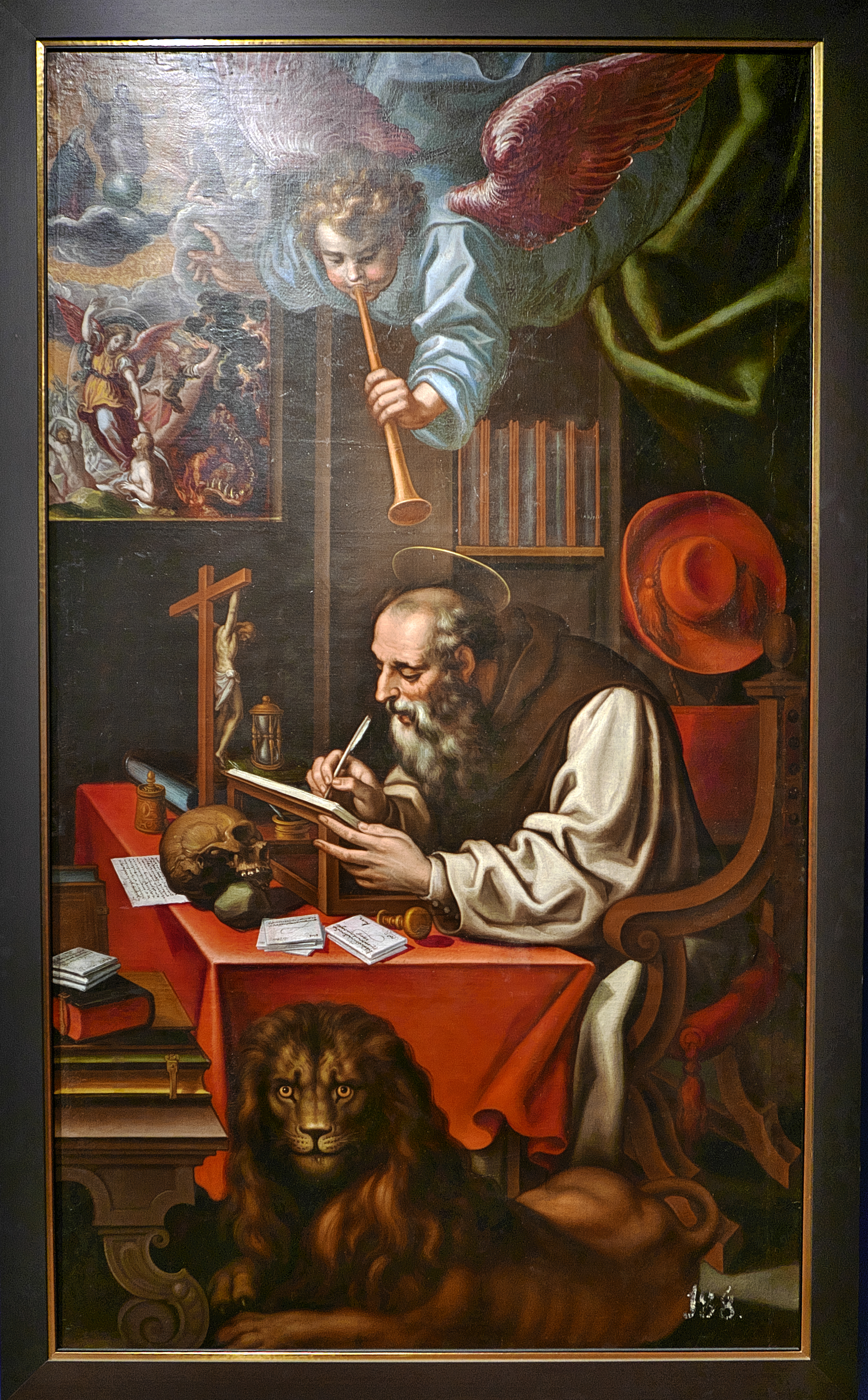
سان جيرونيمو بينتاندو، المنسوب إلى رومولو سينسيناتو، من دير سان بارتولومي